# Sigulda (novads)
Sigulda est un novads de Lettonie, situé dans la région de Vidzeme. En 2009, sa population est de 17 579 habitants.